# Castell de la Miana
El Castell de la Miana és un edifici del municipi de Sant Ferriol (Garrotxa) declarada bé cultural d'interès nacional. Situat a poca distància de l'església de Sant Miquel, de la construcció tan sols en resta un munt de pedres entre densa vegetació sobre la parròquia de la Miana.

## Descripció
El nucli del castell és una torre, a partir de la qual es van anar bastint totes les estructures del recinte fortificat. Aquesta torre és l'element més antic del conjunt, datada cap al segle xi, juntament amb un perímetre emmurallat. La torre consta de dues plantes i està coberta per una volta que sustentava una planta superior. El seu parament inferior està format per grans blocs de pedra lligats amb morter de calç disposats en filades regulars. Posteriorment es van fer ampliacions i reformes al castell, construint noves estances i definint la seva fisonomia actual.

## Història
Es tractava d'una fortalesa que consta documentada el 1268, moment en què Galceran de Sales, amb el seu germà Arnau i Arnau de La Miana autoritzen la donació a favor del monestir de Sant Pere de Camprodon d'uns delmes que injustament posseïa Giral Ugó a la parròquia de Sant Cristòfor de Crexenturri. Entre 1175 i 1188 s'esmenta Guillem de la Miana en diverses escriptures de vendes i donacions. Arnau de La Miana, apareix en documents entre el 1188 i el 1206. En aquesta darrera data subscriu un conveni sobre el bosc de Montròs i els masos de La Pinatella i de Mansió amb Pere de Cervera.
Raimon de La Miana i la seva esposa Ermesendis fan donació l'any 1228 per la seva capella del castell, dedicada a Sant Miquel i en favor del capellà d'aquesta. El seu fill Guillem dona el 1282 el mas Sala a Guillem de Rovira. Ell i el seu fill Dalmau, l'any 1304 capbreven el mas de Campmajor a favor de Sant Miquel de La Miana. Guillem de La Miana i la seva esposa Marquesa venen al capellà de Sant Miquel de La Miana tots els honors que tenien sobre diversos masos de la contrada. Era l'any 1345 i va costar 25 lliures barcelonines. Les darreres notícies històriques que fan referència al castell són de la segona meitat del segle xv, en el marc de les Guerres Remences. Probablement el castell fou abandonat després d'aquest conflicte.
L'any 2006 s'endegà un projecte de salvaguarda i consolidació del castell. Les excavacions arqueològiques portades a terme entre els anys 2006-2008 van permetre documentar diferents àmbits a l'interior del castell i l'existència d'un recinte fortificat que podria tenir els seus orígens al segle ix. Abans d'aquestes actuacions eren ben pocs els vestigis que es podien observar d'aquest castell.